# Gregorios av Nyssa
Gregorios av Nyssa (grekiska: Γρηγόριος Νύσσης; kyrkslaviska: Григо́рїй Нѵсскїй), född cirka år 330, död cirka 395, var en grekisk biskop och kyrkofader; helgon inom Romersk-katolska kyrkan med festdag 9 mars och i Rysk-ortodoxa kyrkan 10 januari. Tillsammans med sin äldre bror Basileios den store och Gregorios av Nazianzos bildar han de kappadokiska fäderna.

## Biografi
Gregorios föddes i Caesarea i Kappadokien och fick en utmärkt utbildning i Aten, blev retoriker och gifte sig. Efter att ha blivit besviken på sin tjänst som retoriklärare blev han präst kring år 362. Det är osäkert om han även blev munk och huruvida hans fru dog eller blev nunna. År 371 blev han biskop i Nyssa, en utpost av broderns provins, men saknade förmågan att stödja sin brors sak. 381 var han en av huvudfigurerna vid första konciliet i Konstantinopel. Därefter levde han ett liv som kringresande predikant.
Gregorios kan beskrivas som intellektuell och hans skrifter till stöd för Nicaea mot arianismen och hans asketiska skrifter är hans främsta källor till berömmelse. Idag ses han som en viktig förmedlare av Origenes läror till senare generationer och en religiös författare med stort djup och stor auktoritet.

## Skrifter på svenska
- Mose liv. (De vita Moysis.) Översättning av Sten Hidal. Artos 1991.
- Den heliga Makrinas liv & Om själen och uppståndelsen. (Vita Sanctae Macrinae, De anima et resurrectione.) Översättning av Sten Hidal. Artos 1999.
- Kateketiska föreläsningar, översättning av Olof Andrén 2012.

## Bilder

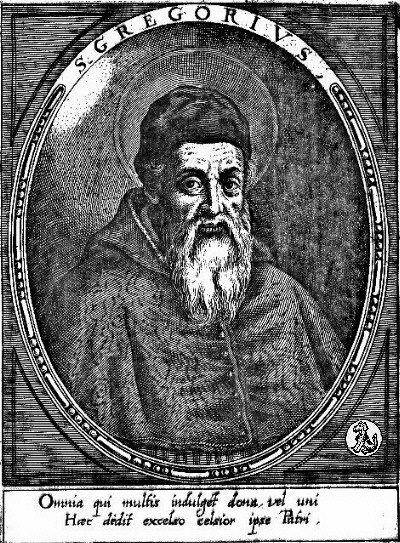
Gregorios av Nyssa.
De virginitate.